# Bracon helleni
Bracon helleni är en stekelart som beskrevs av Telenga 1936. Bracon helleni ingår i släktet Bracon och familjen bracksteklar. Inga underarter finns listade.